# مارک دی (تدوین‌گر)
مارک دی (انگلیسی: Mark Day (editor)؛ زادهٔ ۴ اکتبر ۱۹۷۸) یک تدوین‌گر اهل بریتانیا است. وی از سال ۱۹۸۶ میلادی تاکنون مشغول فعالیت بوده‌است.
از جمله فیلم‌ها یا سریال‌های او می توان به راه و رسم زندگی ما اشاره کرد.